# Adenostoma fasciculatum
Adenostoma fasciculatum é um arbusto pertencente à família Rosaceae, endémica da Califórnia e norte da Baixa Califórnia. É muito comum na região do chaparral.